# Mariano Vázquez
Mariano Vázquez (Mar del Plata, 20 de dezembro de 1992), é um futebolista argentino que atua como meia ofensivo. Atualmente, está sem clube.

## Carreira
Vázquez começou sua carreira na Argentina e em 2017 foi vendido por 500 mil euros para o Atlético Nacional da Colômbia. Neste país, jogou também pelo Tolima, La Equidad e pelo Deportivo Pasto. Em 2019, ele assina com o Fortaleza no Brasil. O argentino não foi aproveitado em 2021, até que em junho deste ano, o contrato foi encerrado, e Vázquez, que estava livre no mercado, assinou com o clube peruano Melgar .

## Estatísticas
Atualizado até 28 de fevereiro de 2021.

### Clubes
| Equipe            | Temporada         | Campeonato nacional | Campeonato nacional | Campeonato nacional | Copa nacional[a] | Copa nacional[a] | Copa nacional[a] | Competições continentais[b] | Competições continentais[b] | Competições continentais[b] | Outros torneios[c] | Outros torneios[c] | Outros torneios[c] | Total | Total | Total   |
| Equipe            | Temporada         | Jogos               | Gols                | Assist.             | Jogos            | Gols             | Assist.          | Jogos                       | Gols                        | Assist.                     | Jogos              | Gols               | Assist.            | Jogos | Gols  | Assist. |
| ----------------- | ----------------- | ------------------- | ------------------- | ------------------- | ---------------- | ---------------- | ---------------- | --------------------------- | --------------------------- | --------------------------- | ------------------ | ------------------ | ------------------ | ----- | ----- | ------- |
| Fortaleza         | 2019              | 6                   | 0                   | 0                   | —                | —                | —                | —                           | —                           | —                           | —                  | —                  | —                  | 6     | 0     | 0       |
| Fortaleza         | 2020              | 19                  | 0                   | 0                   | 0                | 0                | 0                | 2                           | 0                           | 0                           | 13                 | 0                  | 0                  | 34    | 0     | 0       |
| Fortaleza         | 2021              | —                   | —                   | —                   | —                | —                | —                | —                           | —                           | —                           | 0                  | 0                  | 0                  | 0     | 0     | 0       |
| Fortaleza         | Total             | 25                  | 0                   | 0                   | 0                | 0                | 0                | 2                           | 0                           | 0                           | 13                 | 0                  | 0                  | 40    | 0     | 0       |
| Total na carreira | Total na carreira | 25                  | 0                   | 0                   | 0                | 0                | 0                | 2                           | 0                           | 0                           | 13                 | 0                  | 0                  | 40    | 0     | 0       |

- a. ^ Jogos da Copa do Brasil
- b. ^ Jogos da Copa Sul-Americana
- c. ^ Jogos do Campeonato Cearense e Copa do Nordeste

## Títulos
Fortaleza
- Campeonato Cearense: 2020, 2021